# Isabelle Stuart
Pour les articles homonymes, voir Isabelle d'Écosse (1195-1263).
Isabelle Stuart ou Isabeau d'Écosse (née en 1426 et morte le 13 octobre 1494 à Vannes, duché de Bretagne), est une des filles de Jacques Ier d'Écosse et de Jeanne Beaufort. Elle est duchesse de Bretagne entre 1442 et 1450 par son mariage avec François Ier de Bretagne.

## Biographie

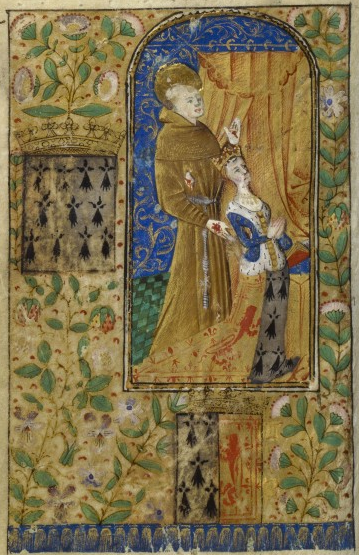
Isabelle en prières avec saint François d'Assise, livre d'heures conservé à la Bibliothèque nationale de France, Lat 1369, f.56

Parce qu'elle est considérée comme étant encore plus belle que sa sœur aînée, Marguerite, Jean V, duc de Bretagne propose de la marier à son fils, François. Le duc envoya des ambassadeurs en Écosse afin de rapporter une description de la princesse écossaise. De retour à la cour, les ambassadeurs indiquent au duc qu'Isabelle est belle, droite, gracieuse et qu'elle semble tout aussi simple. La réponse du duc est :

« Mes amis, retournez en Écosse et ramenez-la ; elle est tout ce que je désire, et je n'en aurai point d'autre, vos femmes intelligentes font plus de mal que de bien. »

Isabelle se marie à François Ier au Château d'Auray le 30 octobre 1442, après quoi toute la cour se rend à Rennes où les festivités durent huit jours. À la mort de sa sœur Marguerite, Isabelle compose un livre d'heures enluminé (Livre d'heures d'Isabelle Stuart ou Livre d'Isabeau d'Escosse) toujours préservé aujourd'hui. Comme sa sœur, elle a une réputation de poétesse. Après la mort de François Ier en 1450, elle se retire à Vannes dans une maison construite par le chancelier Jean de La Rivière, demeure connue aujourd'hui sous le nom de maison des trois duchesses. Elle décède en 1494 et fut inhumée à la cathédrale Saint-Pierre de Vannes.

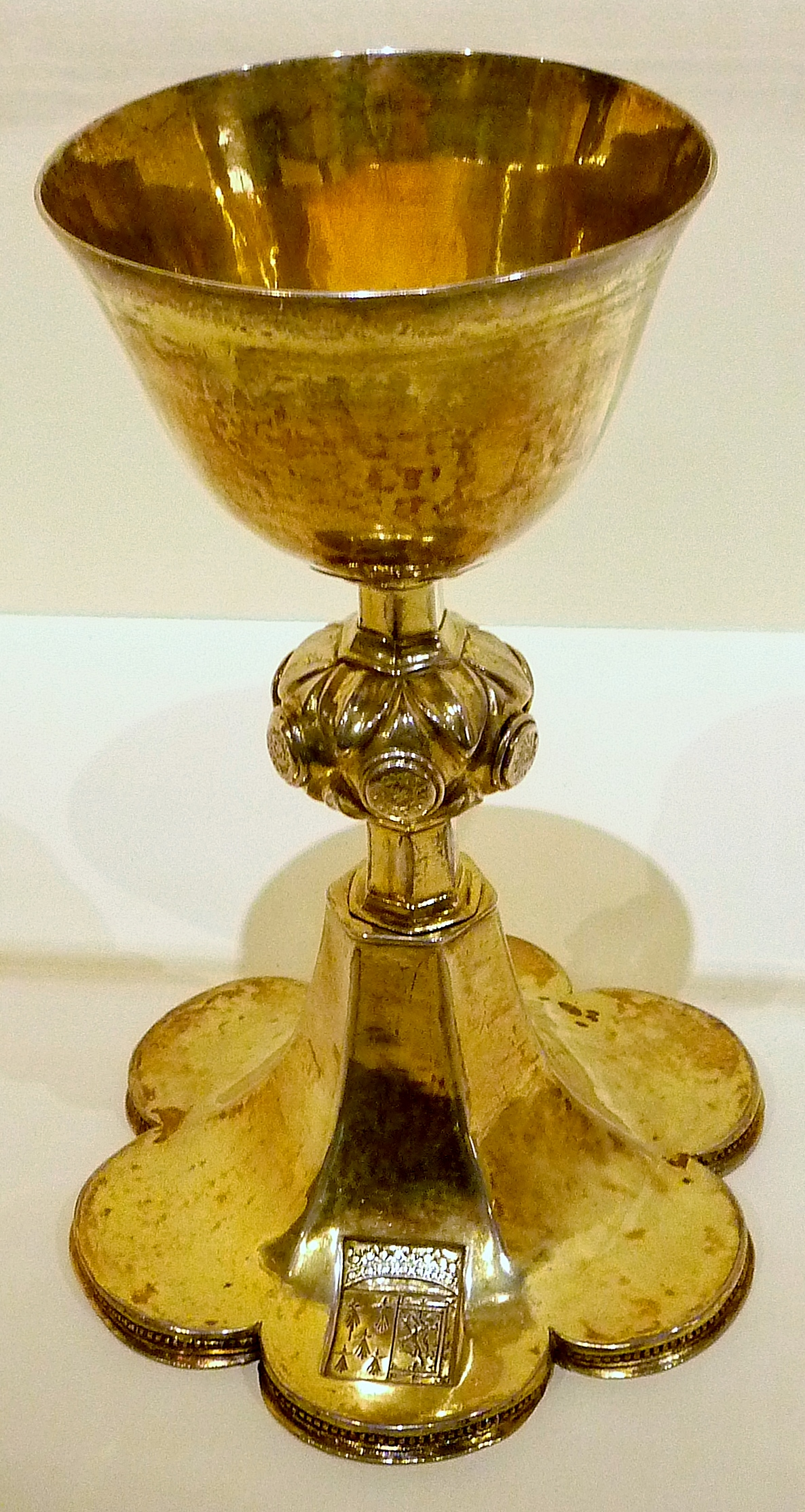
Séné, église Saint-Patern : calice d'Isabelle d'Écosse (XVe siècle)

### Union et descendance
De son union avec François Ier, Isabelle q deux enfants:
- Marguerite de Bretagne (1443-1469), mariée à François II, duc de Bretagne
- Marie de Bretagne (1444-1506), mariée à Jean II, vicomte de Rohan et comte de Porhoët.

### Blason
| Armes de Marie de Bretagne | Les armes d'Isabelle d'Écosse en tant que princesse d'Écosse et duchesse de Bretagne se blasonnent ainsi : Mi-parti de Bretagne et d'Écosse |

### Source
- (en) Cet article est partiellement ou en totalité issu de l’article de Wikipédia en anglais intitulé « Isabella of Scotland, Duchess of Brittany » (voir la liste des auteurs).